# Prelatura territorial de Yauyos
La prelatura territorial de Yauyos (en latín: Praelatura Territorialis Yauyosensis) es una circunscripción eclesiástica de la Iglesia católica en Perú. Se trata de una prelatura territorial latina, sufragánea de la arquidiócesis de Lima. Desde el 12 de octubre de 2004 su prelado es Ricardo García García.

## Territorio y organización
La prelatura territorial tiene 12 257 km² y extiende su jurisdicción sobre los fieles católicos de rito latino residentes en las provincias de Cañete, Yauyos y parte de Huarochirí del departamento de Lima.
La sede de la prelatura territorial se encuentra en la ciudad de San Vicente de Cañete, en donde se halla la Catedral de San Vicente Mártir.
En 2021 en la prelatura territorial existían 22 parroquias:
En la provincia de Cañete
- San Vicente Mártir, en donde está la sede episcopal
- Nuestra Señora de la Asunción de Chilca
- San Antonio
- San Pedro de Mala
- Rosario de Asia-San Jerónimo de Omas
- San Luis-Cerro Azul
- San José
- Nuestra Señora del Carmen de Herbay Alto
- Nuestra Señora del Carmen de Imperial
- Nuestra Señora de la Asunción de Cerro Alegre
- Nuestra Señora del Rosario de Quilmaná
- Sagrado Corazón de Jesús de Nuevo Imperial
- Santiago Apóstol de Lunahuaná
- San Francisco de Asís de Pacarán

En la provincia de Yauyos
- Del Espíritu Santo de Antioquía
- Santo Domingo de Yauyos
- Santiago de Quinches
- Alis-Tomás
- Santo Toribio de Viñac

En la provincia de Huarochirí
- Nuestra Señora de la Asunción de Huarochirí
- Del Espíritu Santo de Antioquía

Existe además el santuario Madre del Amor Hermoso, que fue inaugurado el 31 de mayo de 1991, fiesta de la Visitación de Nuestra Señora a su Prima Santa Isabel, por el nuncio apostólico Luigi Dossena.

## Historia
La prelatura territorial de Yauyos fue erigida el 12 de abril de 1957 con la bula Expostulanti venerabili del papa Pío XII, obteniendo el territorio de la arquidiócesis de Lima. Originalmente comprendía las provincias civiles de Yauyos y Huarochirí. 
Desde el comienzo el papa encargó el gobierno de la prelatura a sacerdotes del Opus Dei, siendo nombrado prelado de Yauyos el sacerdote Ignacio María de Orbegozo y Goicoechea. En 1974, en el marco de un viaje a América, el fundador del Opus Dei, Josemaría Escrivá de Balaguer, visitó la prelatura.
El 24 de marzo de 1962, en virtud del decreto Ad tutius consulendum de la Sagrada Congregación Consistorial, adquirió la provincia de Cañete, que hasta entonces pertenecía a la arquidiócesis de Lima y el 15 de junio de 1962 se estableció en San Vicente de Cañete la sede del prelado, que originalmente estaba ubicada en Matucana.
El seminario menor, dedicado a Nuestra Señora del Valle, fue establecido el 19 de marzo de 1964. El seminario mayor, dedicado a San José, fue fundado el 19 de marzo de 1971 por el prelado Luis Sánchez-Moreno Lira.
El 6 de julio de 2001 cedió cuatro parroquias, correspondientes a la provincia de Huarochirí, a la diócesis de Chosica.
El 9 de julio de 2015 la Congregación para el Culto Divino y la Disciplina de los Sacramentos permitió a los sacerdotes residentes en la prelatura territorial celebrar hasta cuatro misas los domingos y días santos de precepto.
El prelado Ricardo García García fue nombrado por el papa Juan Pablo II el 12 de octubre de 2004 y tomó posesión el 4 de diciembre del mismo año.

## Estadísticas
Según el Anuario Pontificio 2022 la prelatura territorial tenía a fines de 2021 un total de 235 868 fieles bautizados.
| Año                                                                             | Población            | Población | Población      | Sacerdotes | Sacerdotes    | Sacerdotes    | Bautizados por sacerdote | Diáconos permanentes | Religiosos | Religiosos | Parroquias |
| Año                                                                             | Bautizados católicos | Total     | % de católicos | Total      | Clero secular | Clero regular | Bautizados por sacerdote | Diáconos permanentes | Varones    | Mujeres    | Parroquias |
| ------------------------------------------------------------------------------- | -------------------- | --------- | -------------- | ---------- | ------------- | ------------- | ------------------------ | -------------------- | ---------- | ---------- | ---------- |
| 1966                                                                            | 160 000              | 162 584   | 98.4           | 28         | 26            | 2             | 5714                     |                      | 5          | 10         | 59         |
| 1970                                                                            | 170 925              | 173 425   | 98.6           | 35         | 23            | 12            | 4883                     |                      | 12         | 8          | 23         |
| 1976                                                                            | 205 300              | 211 620   | 97.0           | 29         | 20            | 9             | 7079                     |                      | 12         | 20         | 25         |
| 1980                                                                            | 214 000              | 220 000   | 97.3           | 33         | 29            | 4             | 6484                     |                      | 7          | 25         | 25         |
| 1990                                                                            | 262 220              | 293 524   | 89.3           | 33         | 33            |               | 7946                     |                      |            | 37         | 25         |
| 1999                                                                            | 303 980              | 307 401   | 98.9           | 40         | 38            | 2             | 7599                     |                      | 2          | 55         | 25         |
| 2000                                                                            | 309 919              | 317 932   | 97.5           | 35         | 34            | 1             | 8854                     |                      | 1          | 57         | 25         |
| 2001                                                                            | 319 820              | 328 527   | 97.3           | 45         | 43            | 2             | 7107                     |                      | 2          | 51         | 22         |
| 2002                                                                            | 287 861              | 295 548   | 97.4           | 34         | 33            | 1             | 8466                     |                      | 1          | 61         | 20         |
| 2003                                                                            | 291 000              | 330 707   | 88.0           | 41         | 41            |               | 7097                     |                      |            | 54         | 20         |
| 2004                                                                            | 208 088              | 214 523   | 97.0           | 41         | 41            |               | 5075                     |                      |            | 54         | 20         |
| 2013                                                                            | 232 841              | 239 000   | 97.4           | 55         | 55            |               | 4233                     |                      |            | 65         | 21         |
| 2016                                                                            | 242 040              | 270 314   | 89.5           | 53         | 53            |               | 4566                     |                      |            | 73         | 22         |
| 2019                                                                            | 230 764              | 270 390   | 85.3           | 53         | 53            |               | 4354                     |                      |            | 60         | 22         |
| 2021                                                                            | 235 868              | 276 371   | 85.3           | 57         | 57            |               | 4138                     |                      |            | 63         | 22         |
| Fuente: Catholic-Hierarchy, que a su vez toma los datos del Anuario Pontificio. |                      |           |                |            |               |               |                          |                      |            |            |            |

## Episcopologio
- Ignacio María de Orbegozo y Goicoechea † (12 de abril de 1957-26 de abril de 1968 nombrado obispo de Chiclayo)
- Luis Sánchez-Moreno Lira † (26 de abril de 1968-2 de marzo de 1996 nombrado arzobispo de Arequipa)
- Juan Antonio Ugarte Pérez (15 de marzo de 1997-29 de noviembre de 2003 nombrado arzobispo de Cuzco)
- Ricardo García García, desde el 12 de octubre de 2004